# Kaliska (Łupice)
Kaliska – część wsi Łupice w Polsce, położona w województwie lubuskim, w powiecie wschowskim, w gminie Sława.

## Podział administracyjny
W latach 1975–1998 Kaliska administracyjnie należała do województwa zielonogórskiego.